# Les 95 tesis

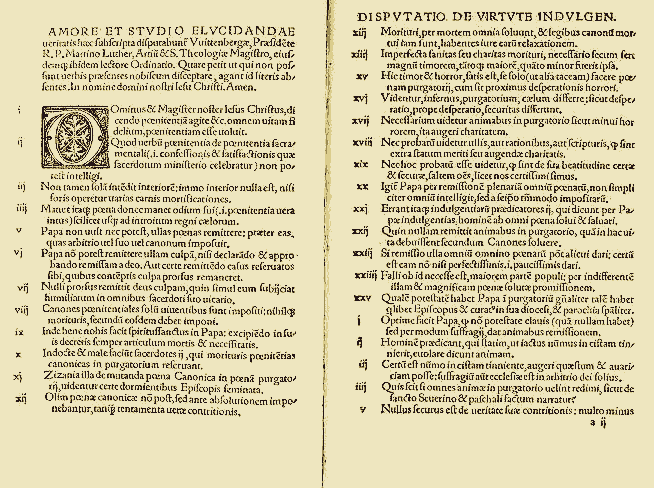
Facsímil de les 95 tesis

La difusió de les Diferències de Martí Luter sobre el poder de les indulgències (títol llatí Disputatio pro declaratione virtutis Indulgentiarum), més conegut com Les noranta-cinc tesis o també Tesis de Wittenberg, va provocar la Reforma Protestant a Alemanya. El document hauria estat enganxat a la porta de l'església de Wittenberg (en l'actualitat Saxònia-Anhalt) el 31 d'octubre del 1517. Si bé l'autenticitat del document no es discuteix, la realitat de l'esdeveniment en si és ara objecte de debat entre els historiadors. La data no va ser escollida a l'atzar, atès que el 31 d'octubre era la vigília de Tots Sants i el gran nombre de públic havia de venir l'endemà per adorar les relíquies i reduir el temps emprat al Purgatori garantia a Luter la màxima difusió de les seves idees.

## El contingut de les 95 tesis
Les 95 tesis se centren en un tema clau per a Luter: la pràctica creixent d'indulgències de l'Església Catòlica Romana autoritzades pel Papa per finançar la construcció de la Basílica de Sant Pere del Vaticà a Roma. La redacció del document va estar inspirada principalment pels abusos del monjo Johann Tetzel, amb la qual Luter mantindrà una controvèrsia durant l'any 1518. El títol original de les 95 tesis era Martini Lutheri disputatio pro declaratione virtutis indulgentiarum.

## Les 95 tesis
Heus ací les 95 tesis de Martí Luter:
| « | Per l'amor de la veritat per aclarir les següents tesis seran defensades a Wittenberg, sota la presidència del Reverend Pare Martí Luter, ermità agustí, Mestre de les Arts, Doctor i Lector en Sagrada Teologia. S'insta els absents que no puguin parlar amb ell, que tinguin l'amabilitat de fer-ho per carta. En el nom del nostre Senyor Jesucrist. Amén. Tesis : 1. Tot dient: feu penitència, el nostre Déu i Senyor Crist ha volgut que tota la vida dels creients fos una penitència. 2. Aquesta paraula no es pot entendre sense el sagrament de la penitència, administrat pel sacerdot, és a dir, la confessió i la satisfacció. 3. Tanmateix, això no significa que la penitència sigui només interior; aquesta és nul·la si no produeix cap enfora tota mena de mortificacions de la carn. 4. Aquesta és la raó per la pena dura tant com odi a si mateix, la veritable penitència interna, és a dir, fins a l'entrada al Regne del cel. 5. El Papa no vol i no pot imposar sancions diferents de les que ha imposat per la seva pròpia autoritat o per l'autoritat dels cànons. 6. El Papa pot perdonar els pecats en nom de Déu. 7. Déu no dona cap culpa a ningú sense humiliar-lo i fer-lo abaixar davant un sacerdot, el seu representant. 8. Els cànons penitencials només s'apliquen als vius, i segons ells, res ha de ser imposat als morts. 9. Heus ací la raó per la qual el Papa actua segons l'Esperit Sant i exceptua sempre en els seus decrets el cas de mort i de necessitat. 10. Els sacerdots que, en cas de mort, reserven per al Purgatori els cànons penitencials actuen malament i de manera poc intel·ligent. 11. La transformació de les oracions canòniques en penes del Purgatori és una mala herba sens dubte sembrada mentre els bisbes dormien. 12. Una vegada les sancions canòniques eren imposades no després, sinó abans de l'absolució, com a prova de la veritable contrició. 13. La mort ho deslliga tot; els moribunds ja estan morts segons les lleis canòniques, i aquestes ja no els afecten. 14. Una pietat incompleta, un amor imperfecte dona necessàriament una gran por al moribund. Com més petit és l'amor, més gran és el terror. 15. Aquesta por, aquest terror és suficient, per no parlar d'altres sancions, per constituir la pena del Purgatori, ja que s'acosta més a l'horror de la desesperació. 16. Sembla que entre l'Infern, el Purgatori i el Cel no hi ha la mateixa diferència que entre la desesperació, la quasi-desesperació i la seguretat. 17. Sembla que en les ànimes del Purgatori l'amor ha de créixer a mesura que l'horror disminueix. 18. No sembla que puguem demostrar per la raó o per les Escriptures, que les ànimes al Purgatori estiguin fora de l'estat de no poder meritar res o bé créixer en la caritat. 19. No hi ha constància que totes les ànimes del Purgatori tinguin llur felicitat perfectament assegurada, per bé que nosaltres mateixos en tenim una completa seguretat. 20. Així doncs, per a la remissió plenària de totes les penes, el Papa només sent a parlar d'aquells que ha imposades ell mateix, i no pas de totes les penes en general. 21. És per això que els predicadors d'indulgències estan equivocats quan diuen que les indulgències del Papa deslliuren de totes les penes i el salven. 22. Car el Papa no podria assignar a les ànimes del Purgatori altres penes que les que haurien hagut de patir en aquesta vida en virtut dels cànons. 23. Si la remissió de totes les penes mai no es pogués donar, això només hauria de ser a favor dels més perfectes, és a dir, el nombre més petit. 24. I aquesta magnífica i universal promesa de la remissió de totes les penes concedida a tothom sense distinció, és necessàriament errònia per a la major part de la gent. 25. El mateix poder que el Papa pot tenir, en general, sobre el Purgatori, cada bisbe el posseeix particularment a la seva diòcesi, cada rector a la seva parròquia. 26. El Papa fa molt bé en no atorgar el perdó a les ànimes en virtut del poder de les claus que no té, però sí d'atorgar-lo pel mode de sufragi. 27. Els homes prediquen que tan aviat com una moneda dringa a la caixa, una ànima vola fora (del Purgatori). 28. És cert que quan els diners dringuen al cofre, la cobdícia i l'avarícia poden anar en augment, però quan els intercedeix l'Església, el resultat és només a les mans de Déu. 29. Qui sap si totes les ànimes del Purgatori desitgen ser deslliurades, cosa de la qual som testimonis pel que ens diuen Sant Severí i Sant Pau Pasqual. 30. Ningú no està segur de la veritat del seu penediment, i molt menys pot estar-ho de la remissió completa. 31. També és estrany trobar un home que compra una veritable indulgència i que sigui veritablement penitent. 32. Seran eternament condemnats juntament amb els seus mestres, els que creuen que les cartes d'indulgències asseguren llur salvació. 33. No sabríem guardar-nos prou d'aquells homes que diuen que les indulgències del Papa són el do inestimable de Déu pel qual l'home es reconcilia amb ell. 34. Car aquestes gràcies de les indulgències s'apliquen només a les penes de la satisfacció sagramental establertes pels homes. 35. Prediquen una doctrina anti-cristiana els que ensenyen que per a la redempció de les ànimes del Purgatori o per obtenir un document de confessió, la contrició no és necessària. 36. Tot cristià realment penedit té dret a la remissió plena de la pena i el pecat, fins i tot sense cartes d'indulgències. 37. Tot veritable cristià, viu o mort, participa en totes les propietats de Crist i l'Església, per la gràcia de Déu, i sense cartes d'indulgències. 38. No obstant això, no hem de menysprear la gràcia que el Papa dispensa, ja que és, com he dit, una declaració del perdó de Déu. 39. És una cosa extraordinàriament difícil, fins i tot per als més hàbils teòlegs, d'exaltar al mateix temps davant la gent el poder de les indulgències i la necessitat del penediment. 40. La veritable contrició busca i estima les penes, les indulgències, per la seva extensió, les descarten, i de vegades les fan odioses. 41. Cal predicar amb cautela les indulgències del Papa, de manera que la gent no arribi a imaginar-se que són preferibles a les bones obres de la caritat. 42. Cal ensenyar als cristians que en la intenció del Papa, la compra d'indulgències no es pot comparar de cap manera amb les obres de misericòrdia. 43. Cal ensenyar als cristians que aquell que dona als pobres o presta als necessitats fa millor que si compra indulgències. 44. Car pel mateix exercici de la caritat, la caritat creix, i l'home es torna millor. Les indulgències, per contra, no el fan millor; només l'alliberen de la pena. 45. Cal ensenyar als cristians que aquells que, en veure el seu proïsme en la indigència, li neguen l'ajut per comprar indulgències, no compren pas les indulgències del Papa, però sí la indignació de Déu. 46. Cal ensenyar als cristians que, abans que tenir la riquesa supèrflua, llur deure és d'aplicar el que tenen a les necessitats de casa seva, en lloc de prodigar-se en la compra d'indulgències. 47. Cal ensenyar als cristians que la compra d'indulgències és una cosa lliure, no un mandat. 48. Cal ensenyar als cristians que, en atorgar indulgències, el Papa, té més necessitat de fervents pregàries envers la seva persona que demanda de diners en efectiu. 49. Cal ensenyar als cristians que les indulgències del Papa són bones si no confiem en elles, però més aviat fatals, si per elles, perden la por a Déu. 50. Cal ensenyar als cristians que si el Papa conegués les exaccions dels predicadors d'indulgències, preferiria que la Basílica de Sant Pere del Vaticà fos reduïda a cendres en comptes d'ésser edificada amb la carn, la sang i els ossos de les seves ovelles. 51. Cal ensenyar als cristians que seria el desig del Papa, així com el seu deure, donar el seu peculi a moltíssims d'aquells als quals certs predicadors d'indulgències prenen llurs diners, fins i tot en el cas que s'hagués de vendre l'Església de Sant Pere. 52. No és realista confiar en indulgències per a la salvació, fins i tot el Comissionat del Papa o el mateix Papa posen la seva ànima com a garantia. 53. Són enemics de Crist i el Papa els que, a causa de la predicació de les indulgències, prohibeixen a altres esglésies predicar la paraula de Déu. 54. És un insult a la paraula de Déu quan en un sermó s'utilitza el mateix temps o més per predicar les indulgències que per anunciar la Paraula. 55. Heus ací el que necessàriament ha de ser considerat el pensament del Papa; que si les indulgències (que és la cosa més petita) es prediquen amb una campana, una processó i una cerimònia, l'Evangeli (que és la cosa més gran), cal predicar-lo amb cent campanes, cent processons i cent cerimònies. 56. Els tresors de l'Església, d'on el Papa dona les seves indulgències, no són ni prou esmentats ni coneguts entre el poble de Crist. 57. Aquests tresors no són certament béns temporals; car lluny de distribuir els béns temporals, els predicadors d'indulgències més aviat n'acumulen. 58. Aquests no són els mèrits de Crist i els sants; perquè ells, sense el Papa, posen la gràcia en l'home interior. i la creu, i la mort i l'infern en l'home interior. 59. Sant Llorenç va dir que els tresors de l'Església són els pobres. En això parlava el llenguatge del seu temps. 60. No parlem exageradament si es diu que aquests tresors són les claus donades a l'Església pels mèrits de Crist. 61. De fet, és clar que per a la remissió de les penes i els casos reservats, el poder del Papa és insuficient. 62. El veritable tresor de l'Església és el més sant Evangeli de la glòria i de la gràcia de Déu. 63. Però aquest tresor és, amb raó, un objecte d'odi, car per a ell els primers esdevenen els últims. 64. El tresor de les indulgències és ben buscat, perquè per ell els últims esdevenen els primers. 65. Els tresors de l'Evangeli són xarxes amb les quals abans es pescaven homes addictes a la riquesa. 66. Les indulgències són xarxes amb les quals ara es pesquen les riqueses dels homes. 67. Les indulgències de les quals els predicadors es vanten i n'exalten els mèrits tenen el gran mèrit de fer diners. 68. Les gràcies que elles donen són miserables en comparació amb la gràcia de Déu i la pietat de la creu. 69. El deure dels bisbes i pastors és d'admetre amb respecte els comissaris de les indulgències apostòliques. 70. Però és molt més el seu deure d'obrir ulls i orelles, perquè no prediquin llurs somnis en lloc de les ordres del Papa. 71. Maleït sia el que parla en contra de la veritat de les indulgències apostòliques. 72. Però benaurat sia el que es preocupa per la llicència i paraules imprudents dels predicadors d'indulgències. 73. Així com el Papa excomunica justament a aquells que només maquinen contra les seves indulgències 74. Molt més tracta de condemnar els que, sota el pretext de les indulgències, maquinen en perjudici de la santa caritat i de la veritat, 75. Pensar que les indulgències papals són tan grans que podrien absoldre un home, fins i tot si hagués comès un pecat impossible i hagués violat la Mare de Déu - això és una bogeria !. 76. Diem, per contra, que les indulgències papals no són capaces d'eliminar el menor dels pecats venials, quant a la seva culpabilitat. 77. Es diu que Sant Pere, si fos Papa avui, no podria concedir majors gràcies. Això és una blasfèmia contra Sant Pere i contra el Papa. 78. Diem, per contra, que tant ell com qualsevol altre Papa, té majors gràcies a la seva disposició, és a dir, l'Evangeli, virtuts, dons de sanitat, etc ..., tal com està escrit en la Primera Epístola als Corintis XII. 79. Afirmar que la Creu de l'escut d'armes del Papa és igual a la creu de Crist és una blasfèmia. 80. Hauran de retre comptes els bisbes, capellans i teòlegs, en permetre pronunciar aquestes paraules davant del poble. 81. Aquesta arbitrària predicació d'indulgències fa que ni tan sols les persones cultes puguin rescatar la reverència deguda al Papa de la calúmnia, o fins i tot de les preguntes indubtablement subtils dels laics. 82. És a dir: - "Per què el Papa buida el Purgatori, pel bé de la caritat i de l'extrema necessitat de les ànimes que són allà si ell redimeix un nombre infinit d'ànimes a causa del molt miserable diner per construir una Església ? La primera raó seria la més justa; l'última és la més trivial". 83. Per què deixa intactes els serveis i els aniversaris dels morts? Per què es fa o no se li permet reprendre les dotacions establertes per a ells, atès que no és just pregar pels redimits ? 84. I de nou: què és aquesta nova santedat de Déu i del Papa que per diners, li donen a un no creient, a un enemic, el poder de deslliurar una ànima pietosa i estimada de Déu, mentre que es neguen a deslliurar l'ànima pietosa i estimada, per compassió pes seu patiment, per amor i de franc? 85. I una altra vegada: per què els cànons penitencials derogats pel dret i extingits per la mort encara es redimeixen per diners mitjançant la venda d'indulgències, com si estiguessin encara en vigor? 86. I una altra vegada: per què el Papa no edifica la Basílica de Sant Pere amb els seus propis diners, en lloc d'amb els diners dels pobres creients, ja que les seves riqueses són avui més grans que les dels rics més grans? 87. Una vegada més: per què el Papa atorga la remissió a aquells que, per una perfecta contrició ja han obtingut la remissió plenària i la participació plena en la gràcia? 88. Una vegada més: - "Quina gran benedicció podria venir a l'Església si el Papa fes cent vegades al dia, el que ho fa ara un cop, i concedís a cada creient aquestes remissions i participacions" 89. Atès que el Papa, per les seves indulgències, busca més la salvació de les ànimes, en lloc de diners, per què suspèn les cartes i indulgències ja anteriorment concedides, si són igualment eficaces? 90. Voler reprimir aquests sagaços arguments dels laics només per la força, i no fer-ho mitjançant la raó, és exposar l'Església i el Papa a la burla dels seus enemics i fer infeliços als cristians. 91. Per tant, si les indulgències es prediquessin segons l'esperit i la intenció del Papa, totes aquestes qüestions es resoldrien amb facilitat; i no existirien. 92. Fora, doncs, tots aquells profetes que diuen al poble de Crist: "Pau, pau", i no hi ha pau! 93. Que prosperin tots aquells profetes que diuen al poble de Crist: "Creu, creu" i no hi ha creu! 94. Els cristians han de ser exhortats a esforçar-se per seguir Crist, el seu cap, a través de penes, morts i infern; 95. I confiar que entraran al cel a través de moltes tribulacions, abans que per la garantia de la pau. | » |

## Difusió i conseqüències
Luter va escriure les seves 95 tesis com a suport per a un debat, disputa teològica, una pràctica comuna en l'època. Concebuts per ser distribuïts en un cercle de teòlegs, el seu èxit sorprendria el mateix Luter. Si la fixació a la porta de l'església de Wittenberg no és clara, però, se suposa que Luter va enviar còpies als seus amics i clergues, entre els quals l'arquebisbe Albert de Brandenburg.
Les 95 tesis s'imprimiren en grans quantitats i es difongueren àmpliament. Davant el seu impacte, però, les autoritats religioses es neguen a condemnar Luter. Es continua bregant amb els teòlegs que defensen la posició de Roma, com Johannes Eck i la famosa disputa de Leipzig de 1519.
Les 95 tesis van ser condemnades finalment el 15 de juny del 1520 amb la butlla Exsurge Domine del Papa Lleó X. Luter, llavors en conflicte obert amb l'Església, va ser excomunicat a principis de l'any següent.

## El debat sobre l'autenticitat del document
La visualització de les 95 tesis a la porta de l'església de Wittenberg és esmentada per primer cop per Philipp Melanchthon més de vint anys després. Melanchthon passà el 1518 a Wittenberg però tanmateix no va ser ell mateix testimoni de l'esdeveniment.
En absència d'evidència contemporània, l'historiador Erwin Iserloh llançà la polèmica el 1961 per concloure que l'esdeveniment mai va ocórrer. Altres, com Heinrich Bornkamm i Kurt Aland consideren que la pràctica és bastant comú en l'època, ja que era lògic que Luter enganxés les seves 95 tesis a la porta de l'església.

## Més informació